# .ec
.ec est le domaine de premier niveau national (country code top level domain : ccTLD) réservé à l'Équateur.